# Un dieu rebelle
Pour plus de détails, voir Fiche technique et Distribution.
Un dieu rebelle est un film, sorti en 1989, réalisé par Peter Fleischmann grâce à une coproduction germano-franco-suisse-soviétique, adapté d'un roman de science-fiction des frères Strougatski, Il est difficile d'être un dieu.

## Lieux de tournage
Tourné à Isfara, au Tadjikistan, au pied de montagnes rouges et noires coincées entre les frontières chinoise et afghane.

## Synopsis
Dans un futur où les Terriens ont enfin réussi à dompter leurs émotions, une équipe de chercheurs est envoyée en observation d'une civilisation humaine découverte sur une autre planète, dont les mœurs et la technologie sont restés aux stades les plus barbares. L'un des observateurs finira par prendre parti contre la règle la plus élémentaire, celle de non-ingérence, pour lutter contre le régime de terreur des obscurantistes.

## Fiche technique
- Titre français : Un dieu rebelle
- Titre allemand : Es ist nicht leicht ein Gott zu sein
- Titre soviétique : Трудно быть богом (Trudno byt' bogom)
- Réalisation : Peter Fleischmann
- Scénario : Jean-Claude Carrière et Peter Fleischmann
- D'après le roman Il est difficile d'être un dieu d'Arkadi Strougatski et Boris Strougatski
- Story-board, décors et costumes initiaux de Jean-Claude Mézières
- Production :
  - Peter Fleischmann Producteur
  - Vladimir Knyazev Producteur exécutif (Wladimir Knjasev)
  - Angelika Stute Producteur exécutif
- Musique originale : Jürgen Fritz
- Opérateurs :
  - Vilen Kaljuta remplacé par Pavel Lebeshev Chef.
  - Jerzy Goscik
  - Klaus Müller-Laue
- Édition :
  - Marie-Josée Audiard
  - Christian Virmond
- Production Design :
  - Sergei Khotimsky (Sergej Chotimskij)
  - Oksana Medved (Oksana Medwed)
- Costumes :
  - Tatyana Rakhmanova (Tatiana Rachmanova)
  - Svetlana Ulko
- Effets spéciaux :
  - Yuri Lemeshev
  - Thomas Mauch

## Distribution
- Edward Żentara : Don Rumata d'Astar/Alan
- Aleksandre Filippenko : Reba
- Hugues Quester : Suren
- Anne Gautier : Kyra
- Christine Kaufmann : Okana
- Andreï Boltnev : Budach
- Pierre Clémenti : King
- Mikhaïl Glouzski : Hauk
- Elgudzha Burduli : Baron Pampa
- Birgit Doll : Anka
- Werner Herzog : Mita/Richard
- Regimantas Adomaitis : Wieland
- Werner Hess
- Thomas Schücke : John
- Lev Perfilov : Budach Impersonator
- Aleksandr Boltnev
- Gayle Hunnicutt
- Arnis Līcītis : Don Ripat